# Lunes no va bien
Lunes no va bien è un singolo dei rapper argentini  NahueMC, Duki e EffE, pubblicato il 27 settembre 2017.

## Tracce
1. Lunes no va bien – 4:08